# Данавант (Алабама)
Данавант (енгл. Dunnavant) насељено је место без административног статуса у америчкој савезној држави Алабама.

## Демографија
По попису из 2010. године број становника је 981.
| Група             | 2000.    | 2010.       |
| Белци             | 0 (0,0%) | 936 (95,4%) |
| Афроамериканци    | 0 (0,0%) | 4 (0,4%)    |
| Азијати           | 0 (0,0%) | 0 (0,0%)    |
| Хиспаноамериканци | 0 (0,0%) | 23 (2,3%)   |
| Укупно            | 0        | 981         |